# Hemistola incommoda
Hemistola incommoda là một loài bướm đêm trong họ Geometridae.